# 2018年冬季残疾人奥林匹克运动会雪橇曲棍球比赛
2018年冬季残疾人奥林匹克运动会雪橇曲棍球比賽將在江陵冰球中心舉行。共有八隊參加這項混和團體項目。